# Pracinhas

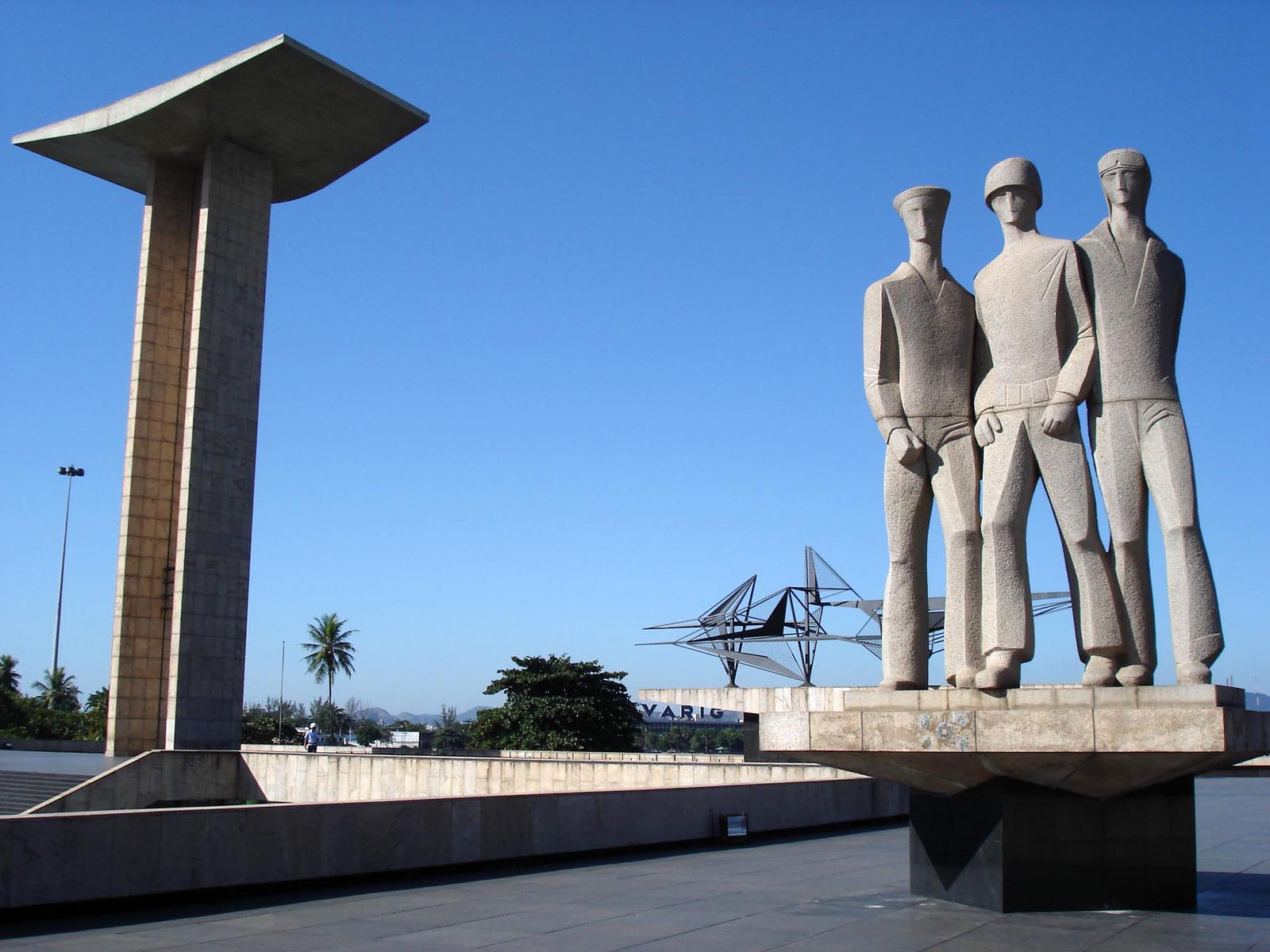
Monumento aos pracinhas no Rio de Janeiro

Pracinha é um termo referente aos soldados veteranos do Exército Brasileiro que foram enviados para integrar as forças aliadas contra as forças do Eixo na Segunda Guerra Mundial. Os pracinhas, membros da Força Expedicionária Brasileira, lutaram na campanha da Itália, fazendo parte da linha gótica e participaram de importantes batalhas, como a batalha de Monte Castello, batalha de Montese, batalha de Fornovo di Taro, batalha de Castelnuovo, entre outras. Estes eram os soldados que estavam na linha de frente das batalhas. Estes soldados recebiam tratamento médico, treinamento e armas, as quais eram produzidas pelos Aliados. Os pracinhas puderam mostrar ser possível as tropas brasileiras exercerem papel significativo no conflito.

## Antecedentes
Segundo os historiadores, o envio dos "pracinhas" foi muito contraditório, pois, Getúlio Vargas, então presidente, conduzia seu governo de uma maneira similar ao sistema autoritário dos fascistas.
Um dos motivos pelos quais Getúlio Vargas enviou os soldados brasileiros à Europa foi o apoio e incentivo econômico do governo dos Estados Unidos, concretizados pelos Acordos de Washington, notável pelo empréstimo para a criação da Companhia Siderúrgica Nacional e da Companhia Vale do Rio Doce.
Como consolidação dessa ajuda, o governo americano implantou uma base militar americana na cidade de Natal localizada no nordeste do Brasil para lançar seu ataque às tropas inimigas na África. E o governo Brasileiro agilizou a realização da companhia da extração de borracha pelo SEMTA, também contraditório pois programa teve o intuito de colonizar a Amazônia.

## Participação na guerra
Os pracinhas, ao lado dos americanos e outras forças aliadas, foram importantes na conquista do norte da Itália, que acabaria por desestabilizar o governo de Benito Mussolini. Assim o Brasil encerrou a sua participação na guerra.
Outro despreparo do Governo brasileiro foi enviar os soldados com uniformes que não os protegiam do frio do inverno europeu, um erro provavelmente devido ao fato de que era verão no Hemisfério Sul. Isso fez com que os soldados tivessem que usar jornais para se protegerem do frio intenso.
No início dos confrontos, os soldados brasileiros levaram maiores baixas, pois além de não serem soldados de elite, estavam lutando contra os veteranos alemães, soldados que eram extremamente bem treinados e doutrinados, organizavam-se em pequenos grupos de combate e possuíam estratégias de combate de ataque rápido (Blitzkrieg) e de independência de ação no campo de batalha. Porém, ao desenrolar dos confrontos, os pracinhas ganhariam a melhor arma de todas: A experiência em combate e o conhecimento do inimigo. E foi com tais habilidades que os pracinhas conseguiram perpetuar seus nomes na história dos vencedores da II Guerra Mundial, após vencerem o Eixo europeu nas batalhas de Montese e Monte Castello.
A cor dos uniformes brasileiros era verde oliva ligeiramente claro, o que confundia com os utilizados pelos alemães. Por isso os soldados da FEB eram orientados a utilizar na linha de frente as jaquetas americanas, essas sim de cor predominante caqui, que as diferenciava do uniforme alemão. Quanto ao uso da rapadura, não existem evidências de que ela era utilizada com esta frequência pelos soldados brasileiros. Na verdade as tropas eram sempre alimentadas mesmo na linha de frente com alimento quente transportado em lombo de burro. As rações com altas fontes energéticas eram K e C americanas, consumidas apenas quando não era possível o abastecimento durante combates ou em patrulhas. O governo brasileiro enviava alimentação complementar como arroz e feijão, mas a base da comida dos soldados era tipicamente americana.

### Pracinhas na Áustria
Em maio de 1945, a convite dos generais do exército americano, as tropas brasileiras foram convocadas para participar da ocupação da Áustria, que traria ao Brasil maior participação no contexto da Segunda Guerra Mundial, pois a ocupação nos países do Reich seria feita por EUA, URSS, Inglaterra, França e Brasil. Isso praticamente levaria o Brasil como detentor de uma das vagas permanentes do Conselho de Segurança da ONU, algo que hoje é tão almejado e que porém sofre críticas da Argentina e México.
A ocupação seria feita por soldados da FEB que ainda não haviam sido enviados à Europa. Sua função principal seria a manutenção da paz na região, evitando problemas com revanchistas, e de auxílio, junto ao governo, na reconstrução de casas, hospitais, rodovias, ferrovias, pontes, e também para que o Estado austríaco pudesse retomar sua soberania na região. Foram enviadas 67 enfermeiras do EB e 6 da FAB.